# كوكرين (تشيلي)
كوكرين (بالإسبانية: Cochrane, Chile) هي بلدية تقع في تشيلي في Capitán Prat Province. يقدر عدد سكانها بـ 2,976 نسمة ومساحتها 8,930.5 كم2 وترتفع عن سطح البحر 199 متر.

## المناخ
يظهر الجدول التالي التغييرات المناخية على مدار السنة لكوكرين:
| البيانات المناخية لـكوكرين               | البيانات المناخية لـكوكرين | البيانات المناخية لـكوكرين | البيانات المناخية لـكوكرين | البيانات المناخية لـكوكرين | البيانات المناخية لـكوكرين | البيانات المناخية لـكوكرين | البيانات المناخية لـكوكرين | البيانات المناخية لـكوكرين | البيانات المناخية لـكوكرين | البيانات المناخية لـكوكرين | البيانات المناخية لـكوكرين | البيانات المناخية لـكوكرين | البيانات المناخية لـكوكرين |
| الشهر                                    | يناير                      | فبراير                     | مارس                       | أبريل                      | مايو                       | يونيو                      | يوليو                      | أغسطس                      | سبتمبر                     | أكتوبر                     | نوفمبر                     | ديسمبر                     | المعدل السنوي              |
| ---------------------------------------- | -------------------------- | -------------------------- | -------------------------- | -------------------------- | -------------------------- | -------------------------- | -------------------------- | -------------------------- | -------------------------- | -------------------------- | -------------------------- | -------------------------- | -------------------------- |
| الدرجة القصوى °م (°ف)                    | 35.0 (95.0)                | 36.1 (97.0)                | 31.4 (88.5)                | 24.8 (76.6)                | 19.0 (66.2)                | 16.4 (61.5)                | 16.2 (61.2)                | 16.6 (61.9)                | 22.4 (72.3)                | 24.8 (76.6)                | 28.0 (82.4)                | 32.0 (89.6)                | 36.1 (97.0)                |
| متوسط درجة الحرارة الكبرى °م (°ف)        | 19.3 (66.7)                | 19.4 (66.9)                | 16.9 (62.4)                | 12.7 (54.9)                | 7.8 (46.0)                 | 4.1 (39.4)                 | 4.2 (39.6)                 | 7.3 (45.1)                 | 11.2 (52.2)                | 14.2 (57.6)                | 16.4 (61.5)                | 18.1 (64.6)                | 12.6 (54.7)                |
| المتوسط اليومي °م (°ف)                   | 15.6 (60.1)                | 15.3 (59.5)                | 13.0 (55.4)                | 9.3 (48.7)                 | 5.1 (41.2)                 | 1.9 (35.4)                 | 1.8 (35.2)                 | 4.4 (39.9)                 | 7.9 (46.2)                 | 10.8 (51.4)                | 13.0 (55.4)                | 14.6 (58.3)                | 9.4 (48.9)                 |
| متوسط درجة الحرارة الصغرى °م (°ف)        | 9.4 (48.9)                 | 8.8 (47.8)                 | 6.8 (44.2)                 | 4.2 (39.6)                 | 1.8 (35.2)                 | −0.7 (30.7)                | −1.0 (30.2)                | 0.4 (32.7)                 | 2.7 (36.9)                 | 5.0 (41.0)                 | 7.3 (45.1)                 | 8.8 (47.8)                 | 4.4 (39.9)                 |
| أدنى درجة حرارة °م (°ف)                  | −0.3 (31.5)                | 0.0 (32.0)                 | −5.1 (22.8)                | −5.8 (21.6)                | −8.2 (17.2)                | −15.2 (4.6)                | −16.2 (2.8)                | −11.8 (10.8)               | −6.8 (19.8)                | −4.6 (23.7)                | −3.2 (26.2)                | −0.6 (30.9)                | −16.2 (2.8)                |
| الهطول مم (إنش)                          | 42.6 (1.68)                | 32.6 (1.28)                | 47.0 (1.85)                | 63.7 (2.51)                | 83.5 (3.29)                | 79.5 (3.13)                | 84.5 (3.33)                | 86.5 (3.41)                | 56.7 (2.23)                | 47.0 (1.85)                | 43.8 (1.72)                | 47.1 (1.85)                | 714.5 (28.13)              |
| متوسط أيام هطول الأمطار                  | 9                          | 8                          | 9                          | 10                         | 13                         | 11                         | 12                         | 12                         | 9                          | 8                          | 9                          | 9                          | 119                        |
| متوسط الرطوبة النسبية (%)                | 51                         | 52                         | 59                         | 66                         | 76                         | 81                         | 77                         | 69                         | 60                         | 55                         | 53                         | 52                         | 63                         |
| المصدر: Dirección Meteorológica de Chile |                            |                            |                            |                            |                            |                            |                            |                            |                            |                            |                            |                            |                            |